# TC-1827
TC-1827是一种含氮有机化合物，分子式C10H15N3，带有一个嘧啶基团，可作为α4β2菸鹼型乙醯膽鹼受體的选择性激动剂。